# 58572 Romanella
58572 Romanella è un asteroide della fascia principale. Scoperto nel 1997, presenta un'orbita caratterizzata da un semiasse maggiore pari a 2,2809626 UA e da un'eccentricità di 0,0685525, inclinata di 6,86867° rispetto all'eclittica.